# Franc Andrej Šega
Franc Andrej Šega (tudi Franz Andreas Schega), medaljer in graver, * 16. november 1711, Novo mesto, † 6. december 1787, München.
Šega je bil pomemben medaljer, graver ter izdelovalec žigov v obdobju rokokoja. Šega je bil dejaven v Münchnu od leta 1738 in je izdelal veliko kovancev za Bavarsko in Pfalz (oznaka večinoma F.A.S.). Bil je drugi sin puškarja Andreja Šege in Katarine, rojene Kastelcin, ter brat graverja Janeza Bartolomeja Šege. Leta 1751 je bil imenovan za prvega bavarskega dvornega medaljerja in je ustvaril vrsto umetniško dragocenih medalj (oznaka večinoma F.A.SCHEGA). Hedlinger ga je imenoval »prvi evropski izrezovalec žigov«.
Šego lahko označimo za portretista duhovne Bavarske. Poleg svojih portretskih medalj je ustvaril samostojne kipe, ki predstavljajo različne skupine duhovne elite Bavarske za časa vladanja Maksimilijana III. Jožefa v fino karakteriziranih portretih. Leta 1750 je na medalji ovekovečil velikega mojstra nemškega moškega reda Clemensa Augusta I. Istega leta se je poklonil svojemu kolegu umetniku Georgu Desmaréesu s portretsko medaljo, kot zahvalo za naslikano upodobitev (olje, 87 x 67 cm, München, Bavarska  državna slikarska zbirka). Obe medalji veljata za umetnini svojega žanra in časa.
Po njem je imenovana Šegova ulica v Novem mestu.